# فالنتينا بونوماريوفا
فالنتينا ليونيدوفنا بونوماريوفا (بالروسية: Валентина Леонидовна Пономарёва) (من مواليد 18 سبتمبر 1933) هي رائدة فضاء سابقة في الاتحاد السوفيتي.
تخرجت فالنتينا من معهد موسكو للطيران عام 1957. كما تخرجت من أكاديمية جوكوفسكي مونينو لعام 1967.
في كانون الأول / ديسمبر 1961 ، سمحت الحكومة السوفيتية باختيار مجموعة من الإناث ليصبحن رواد فضاء، وكان الهدف المحدد هو ضمان أن تكون المرأة الأولى في الفضاء مواطنة سوفيتية. في فبراير 1962 ، تم اختيار بونوماريوفا في مجموعة من خمسة رواد فضاء من الإناث لتدريبهم في برنامج فوستوك. قضت المجموعة عدة أشهر في التدريب المكثف، واختتمت بالامتحانات في نوفمبر 1962 ، وبعد ذلك تم تكليف المرشحين الأربعة المتبقين بملازمين صغار في سلاح الجو السوفيتي. كانت بونوماريوفا واحدة من المرشحات الرئيسيات مع فالنتينا تريشكوفا وإيرينا سولوفيوفا، وجرى الاتفاق على البعثة وهي إطلاق امرأتين إلى الفضاء على متن سفينة الفضاء فوستوك. وكانت فالنتينا هي أول امرأة في تطير إلى الفضاء.
ظلت بونوماريوفا مع البرنامج حتى عام 1969. وقالت إنها كان من المفروض لها أن تطير على سويوز في عام 1965 قبل تأخيرات كبيرة في المركبة الفضائية سويوز أدت إلى إلغاء هذه الرحلة. كان عليها أيضاً أن تقود طاقمًا نسائيًا بالكامل في مهمة مدتها عشرة أيام على متن Voskhod 5 ولكن تم إلغاء البرنامج قبل أن تتاح لها الفرصة للسفر.
تقاعدت بونوماريوفا في عام 1969.
عملت بونوماريوفا فيما بعد في الميكانيكا المدارية في مركز غاغارين للتدريب. بعد ذلك، كانت عالمة أبحاث في معهد العلوم الطبيعية التاريخية. حصلت على درجة مرشح من العلوم التقنية في عام 1974.
تزوجت من زميلها الرائد يوري بونوماريوف في عام 1972 وأنجبا ولدين.